# Puig de Morters
El Puig de Morters és una muntanya de 2.595,3 m d'altitud situada en el vessant nord-est del Massís del Carlit, concretament al límit entre el Capcir i el País de Foix, al Llenguadoc (Occitània), concretament entre els termes comunals de Formiguera i d'Orlun.
Està situat a la zona extrema nord-oest del terme comunal de Formiguera i al sud-est del d'Orlun, pertanyent al País de Foix, del Llenguadoc occità. És al sud-oest del Puig de Terrers, al nord-oest de la Muntanyeta, al nord-est del Puig de l'Home Mort i al nord del Puig de Camporrells.